# 스네이크 (비디오 게임)
스네이크(Snake, 핀란드어: Matopeli)는 타넬리 아르만토가 노키아 6110 휴대폰에 포함된 세 가지 게임 중 하나로 만든 1998년 모바일 비디오 게임이다. 이 게임에서 플레이어는 경기장에서 뱀을 조종하여 플레이어에게 포인트를 주고 벽과 뱀의 긴 몸을 피하면서 뱀의 크기를 키우는 오브(orb)를 수집한다.
이 게임은 노키아의 마케팅 팀이 새 휴대폰에 더 많은 사용자 정의 옵션을 포함하기를 원한 후 아르만토에 의해 개발되었다. 처음에 테트리스 같은 게임을 개발하려고 시도한 후 아르만토는 이전 컴퓨터 게임에서 익숙했던 뱀 비디오 게임 장르의 게임을 개발하기 시작했다.
포함된 다른 휴대폰 게임과 함께 스네이크는 휴대폰용 사운드가 포함된 최초의 비디오 게임이었다. 이 게임은 핀란드와 호주에서 게임 토너먼트가 열리면서 큰 인기를 얻었다. 2012년 11월, 뉴욕 근대미술관은 40개의 주목할만한 전자 게임 컬렉션에 스네이크를 추가할 것이라고 발표했다.